# キャット・オスターマン
キャサリン・リー・"キャット"・オスターマン（Catherine Leigh "Cat" Osterman、1983年4月18日 - ）は、アメリカ合衆国テキサス州ヒューストン出身の女子ソフトボール選手（投手）。左投左打。2004年アテネオリンピック ソフトボール 金メダリスト。2008年北京オリンピック ソフトボール 及び 2021年開催の東京オリンピック ソフトボール 銀メダリスト。

## 経歴
小学校1年生からソフトボールを始めた。サッカーやバスケットボールの影響でソフトボールから離れていた時期もあったが、5年生の時にソフトボールを再開した。
2002年にテキサス大学オースティン校（テキサス・ロングホーンズ）に入学して以降は、2006年に卒業するまでの4年間の間に2265奪三振の記録を打ち立てた。だが、この記録は2007年の5月6日にモニカ・アボットに更新されてしまったものの、7イニングにつき14.34の奪三振率の記録は未だに破られていない。また、20回のノーヒットノーランや、10回の完全試合などの記録も持っている。
2011年からは1年間、日本リーグの豊田自動織機でプレーした。

## 選手としての特徴
187センチという高身長や、長い腕と指から放たれる鋭く曲がる変化球が武器である。

## 詳細情報

### 背番号
- 8（2011）